# Velika Lahinja
Vélika Láhinja je gručasto naselje sredi Bele Krajine v Občini Črnomelj. Nahaja se na terasi na desnem bregu Lahinje.
Polja so na ravnici ob Lahinji in na vrtačastih terasah. Proti vzhodu se širijo obsežni steljniki in mešani gozdovi. Na Sadežih (229 m) so v prisojnih legah vinogradi in zidanice.